# Верхний чехейлис
Верхний чехейлис (Chehalis, Kwaiailk, Upper Chehalis) — мёртвый индейский язык, который принадлежит цамосской ветви прибрежно-салишской группы салишской языковой семьи. На этом языке ранее говорил народ чехейлис, проживающий южнее от города Пьюджет-Саунд штата Вашингтон в США. В некоторых классификациях верхний чехейлис находится ближе к языку коулитц, чем к языку нижний чехейлис. Отличается от языка халкомелем. Последний носитель умер в 2001 году (Голла 2007).